# Namiquipa (kommun)
Namiquipa är en kommun i Mexiko.   Den ligger i delstaten Chihuahua, i den nordvästra delen av landet, 1 400 km nordväst om huvudstaden Mexico City. Antalet invånare är 22 880. Arean är 4 213 kvadratkilometer.
Terrängen i Namiquipa är kuperad.
Följande samhällen finns i Namiquipa:
- Namiquipa
- Adolfo Ruiz Cortínez
- Santa Clara
- Guadalupe Victoria
- Nuevo Santa Clara
- Los Cerritos de Abajo
- El Táscate
- Oriente
- Campo Cincuenta y Seis
- Emiliano Zapata
- Ejido el Centauro
- Pueblo Viejo
- Campo Doscientos Cincuenta y Cuatro